# Cyrtarachne menghaiensis
Cyrtarachne menghaiensis là một loài nhện trong họ Araneidae.
Loài này thuộc chi Cyrtarachne. Cyrtarachne menghaiensis được Chang-Min Yin, Peng & Jia-Fu Wang miêu tả năm 1994.